# Санта Марија Нуова (Анкона)
Санта Марија Нуова (итал. Santa Maria Nuova) насеље је у Италији у округу Анкона, региону Марке.
Према процени из 2011. у насељу је живело 3476 становника. Насеље се налази на надморској висини од 251 м.

## Становништво
| 1936. | 1951. | 1961. | 1971. | 1981. | 1991. | 2001. | 2011. |
| ----- | ----- | ----- | ----- | ----- | ----- | ----- | ----- |
| 3.775 | 4.098 | 4.053 | 3.550 | 3.594 | 3.681 | 3.914 | 4.199 |